# Ладьян трёхнадрезный
Ладья́н трёхнадре́зный, или Ладьян трёхразде́льный, или Ладьян трёхнадре́занный (лат. Corallorhíza trífida), также кора́лловая трава или петро́в крест — вид рода Ладьян (Corallorhiza) семейства Орхидные (Orchidaceae).

## Название
Латинское название рода Corallorhiza в прямом переводе означает «коралловый корень» (от греч. κοράλλιον — коралл, и ῥίζα — корень), оно дано растению за внешний вид корневища.:66 Видимо, отсюда же образовано одно из тривиальных русских названий «коралловая трава».
Точное происхождение русского названия рода Ладьян не до конца понятно, возможно, оно связано со словом «ладья» или «ладан».:66 Причём, второй вариант значительно более правдоподобен и напрямую происходит из некоторых народных ритуалов, традиционно производимых с этой орхидеей, чаще всего называемой в обиходной речи петровым крестом или травой петров крест. Ладьян выполнял функции оберега, и его зашивали в ладанки вместе с чабрецом и носили на груди, прилегающим непосредственно к телу.:329-330 Видовой эпитет трёхнадрезный, по-видимому, отражает форму губы цветка.:66

## Ботаническое описание

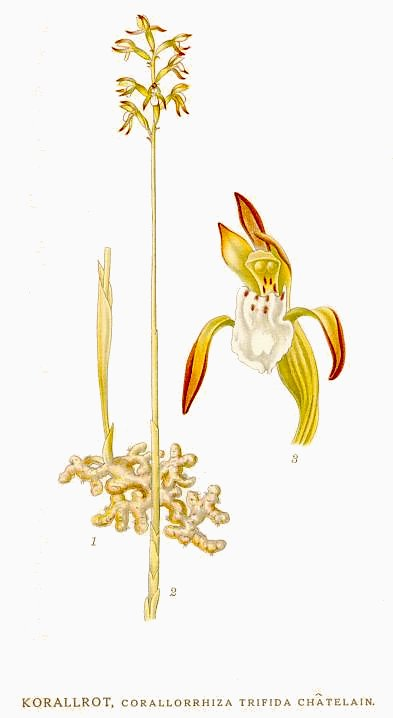

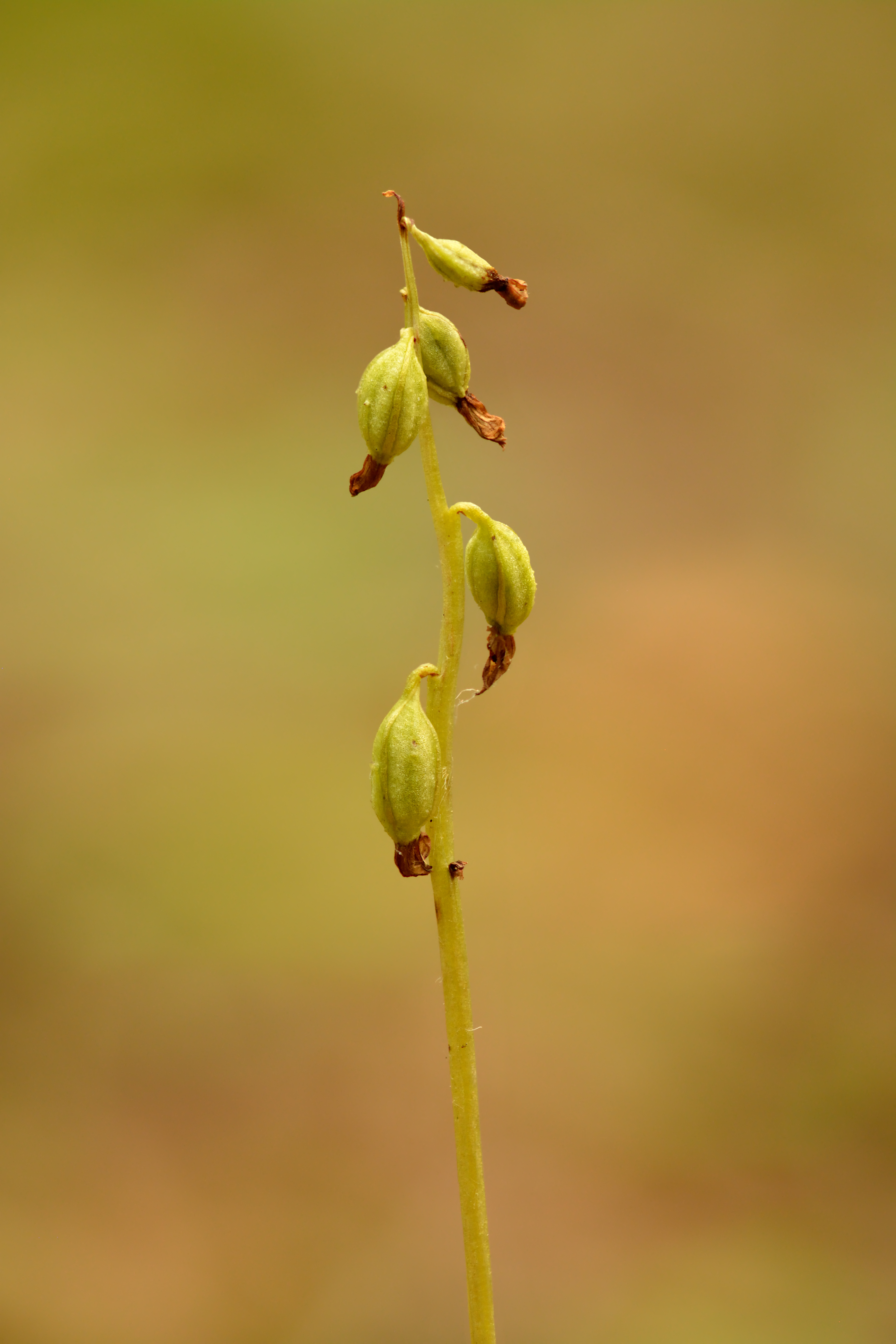
Коробочки

Многолетнее наземное травянистое растение. Сапрофит.
Корневище беловатое разветвлённое, мясистое, лишённое корневых мочек; напоминает коралл.
Стебель прямостоячий тонкий голый, жёлто-зелёный, высотой 8—30 см.
Чешуевидные влагалищные простые перепончатые листья числом 2—4 расположены очерёдно.
Поникающие голые цветки из шести лепестков собраны в рыхлые кистевидные соцветия длиной до 10 см. Цветёт в мае — июне.
Плод — коробочка. Плодоносит в июне — июле.

## Распространение и среда обитания
Растение встречается в полярной и лесной зонах и в горах Евразии и Северной Америки.
В России растёт в нечернозёмной зоне европейской части, в Сибири и на Дальнем Востоке.
Мезофит и гигрофит. Нередок по берегам рек и ручьёв, заболоченным лугам, в сырых лесах, на торфяных болотах, в тундровом редколесье.

## Охранный статус
Вид занесён в Красную книгу Белоруссии, Красные книги многих областей, краёв и республик России. Охраняется на Украине, в Литве, Польше, Латвии. Включён в Приложение II к Конвенции СИТЕС.
Численность вида постепенно снижается в результате систематической вырубки первичных лесов и осушения территорий, на которых может расти ладьян трёхнадрезный. Вследствие раннего цветения и невзрачного облика (бледная окраска, малый размер, отсутствие нормально развитых листьев) растение малозаметно. В Российской Федерации не охраняется.:69 Вместе с тем, вид внесён в ряд региональных красных книг, в частности, подлежит охране на территории Ленинградской области.:340

## Значение и использование
Ладьян является сильным наркотическим средством. Он был одним из ингредиентов стимуляторов, которые использовали готские племена, в том числе и во время разграбления Рима. Однако во время переселения народов рецепт был утерян.

## Ботаническая систематика

### Синонимы
По данным The Plant List, в синонимику вида входят:
- Corallorhiza anandae Malhotra et Balodi
- Corallorhiza corallorhiza (L.) H.Karst., nom. inval.
- Corallorhiza corallorhiza (L.) MacMill.
- Corallorhiza dentata Host
- Corallorhiza ericetorum Drejer
- Corallorhiza halleri Rich.
- Corallorhiza innata R.Br.
- Corallorhiza intacta Cham. et Schltdl.
- Corallorhiza integra Châtel.
- Corallorhiza jacquemontii Decne.
- Corallorhiza nemoralis Sw. ex Nyman, nom. inval.
- Corallorhiza neottia Scop.
- Corallorhiza occidentalis Bach.Pyl.
- Corallorhiza verna Nutt.
- Corallorhiza virescens Drejer
- Corallorhiza wyomingensis Hellm. et K.Hellm.
- Cymbidium corallorhiza (L.) Sw.
- Epidendrum corallorhizon (L.) Poir.
- Epipactis corallorhiza (L.) Crantz
- Helleborine corallorhiza (L.) F.W.Schmidt
- Neottia corallorhiza (L.) Kuntze
- Ophrys corallorhiza L.basionym